# Monument aux femmes de réconfort de San Francisco
Le monument aux femmes de réconfort (officiellement en anglais : San Francisco Comfort Women Memorial, également connu comme la "Comfort Women" Column Of Strength Statue), est un monument en mémoire des « femmes de réconfort » — des esclaves sexuelles utilisées par l'armée impériale japonaise avant et pendant la Seconde Guerre mondiale — situé dans le quartier asiatique de San Francisco, aux États-Unis.
Installé en 2017, il s'agit de la première sculpture placée dans une grande ville américaine pour commémorer les « femmes de réconfort ».

## Localisation
Le monument aux femmes de réconfort, œuvre du sculpteur Steven Whyte (en), est installé dans le parc Sainte Marie du quartier asiatique de San Francisco (partie Nord-Est de la ville), aux États-Unis.

## Histoire
Le projet d'ériger, à San Francisco, une statue dédiée aux victimes de l'esclavage sexuel institué par l'Armée impériale japonaise de 1931 à 1942, est proposé en 2015 par une association locale : la Comfort Women Justice Coalition. Il est accepté par la mairie de la ville le 22 septembre 2015, puis, deux ans plus tard, concrétisé et rendu officiel par Ed Lee, maire de San Francisco de 2011 à décembre 2017,. Parmi plus de trente propositions de mise en œuvre, celle de Steven Whyte, estimée à 205 000 dollars, a été retenue par la commission des arts de San Francisco,.

## Description
Le monument aux femmes de réconfort, premier monument commémoratif érigé dans une grande ville américaine pour honorer les « femmes de réconfort », représente trois filles, âgées de douze à dix-huit ans, et une femme âgée, toutes de taille réaliste. Trois statues en bronze figurent les trois filles, debout sur un piédestal en acier de forme cylindrique. Se tenant par les mains, en cercle, elles sont vêtues d'une tenue traditionnelle de leur pays d'origine (Chine, Corée et Philippines) et se tournent le dos,. La quatrième statue, en bronze, posée sur le sol, figure une femme, le corps droit, les mains jointes et le visage tourné vers les trois jeunes femmes : Kim Hak-sun, la première femme à avoir livré un témoignage public sur le sort de nombreuses femmes durant la période d'occupation de la Corée par le Japon,. L'ensemble symbolise les centaines de milliers de femmes qui ont été maintenues captives dans des bordels destinés aux soldats japonais. Une inscription rappelle les faits historiques :
« This monument bears witness to the suffering of hundreds of thousands of women and girls euphemistically called 'Comfort Women,' who were sexually enslaved by the Japanese Imperial Armed Forces in thirteen Asian-Pacific countries from 1931 to 1945,. »
« Ce monument porte témoignage des souffrances de centaines de milliers de femmes et de filles, désignées par l'euphémisme « femmes de réconfort » et qui ont été réduites à l'état d'esclaves sexuelles par les forces armées impériales du Japon, dans treize pays de l'Asie-Pacifique, de 1931 à 1943. »

## Controverse
Au cours du développement du projet, ses promoteurs, la mairie de San Francisco et le maître d'œuvre Steven Whyte notamment, ont reçu — en majorité du Japon — des centaines de lettres et de messages de protestation affirmant que la vérité historique est représentée de manière biaisée et uniquement à charge contre le Japon,. Près de deux cents citoyens japonais ont cependant signé une pétition favorable à l'initiative de la mairie.
Après que le mémorial a été officiellement reconnu monument municipal en novembre 2017, le Secrétaire général du Cabinet du Japon, Yoshihide Suga a publiquement exprimé ses regrets, soutenant qu’ériger de telles statues est contraire à la vision japonaise des atrocités commises en temps de guerre. De son côté, le maire d'Osaka, Hirofumi Yoshimura, a protesté contre la mise en place du monument commémoratif et a menacé de mettre fin au jumelage entre sa ville et San Francisco, établi en 1957. La rupture est officialisée début octobre 2018,. Déjà en 2013, le conseil municipal de San Francisco avait refusé une visite du maire d'Osaka, Tōru Hashimoto, qui avait déclaré que la prostitution forcée de femmes dans le but de satisfaire les besoins de soldats japonais avait été une nécessité.